# Geer (rivière)
Pour les articles homonymes, voir Geer.
Le Geer (néerlandais : Jeker ou Jar) est une rivière de Belgique et des Pays-Bas, affluent de la Meuse.

## Géographie
Les sources du Geer se trouvent à Abolens, Blehen, Lens-Saint-Remy et Lens-Saint-Servais. Il arrose successivement les communes de Hannut, Geer, Berloz (sur la limite), Waremme, Heers (brièvement), Oreye, Crisnée (brièvement), Tongres, Bassenge, Riemst et Maastricht où il se jette dans la Meuse.
La rivière a pour particularité de traverser le canal Albert à Kanne par un système de siphon, après quoi elle continue son cours ancien le long de la montagne Saint-Pierre. 
Deux de ses affluents sont la Mule (confluent en rive gauche à Oleye) et l'Yerne (confluent en rive droite à Oreye).
La rivière a donné son nom à la commune de Geer.

## Étymologie
Ce petit cours d'eau tire son nom du gaulois Yakara, l'eau claire, d'où son nom latin Jecora, dont sont issus Geer (prononcé Jèr) et Jeker (prononcé Yéker).

## Histoire
C'est dans la vallée du Geer vraisemblablement, sur le territoire de l'actuelle Bassenge (sans que le lieu de la bataille ait pu être localisé plus précisément), qu'Ambiorix, chef des Éburons, a vaincu lors de la bataille d'Aduatuca deux légions (soit 6 000 soldats) de César, menées par les tribuns Sabius et Cotta. Cette défaite est le plus important revers subi par les Romains à l'occasion de la guerre des Gaules.

## Débit
Le débit moyen de la rivière mesuré à Kanne, entre 1997 et 2003, est de 2,7 mètres cubes par seconde. Durant la même période on a enregistré :
- un maximum moyen de 4,1 mètres cubes par seconde en 2001 ;
- un minimum moyen de 1,7 mètre cube par seconde en 1997.

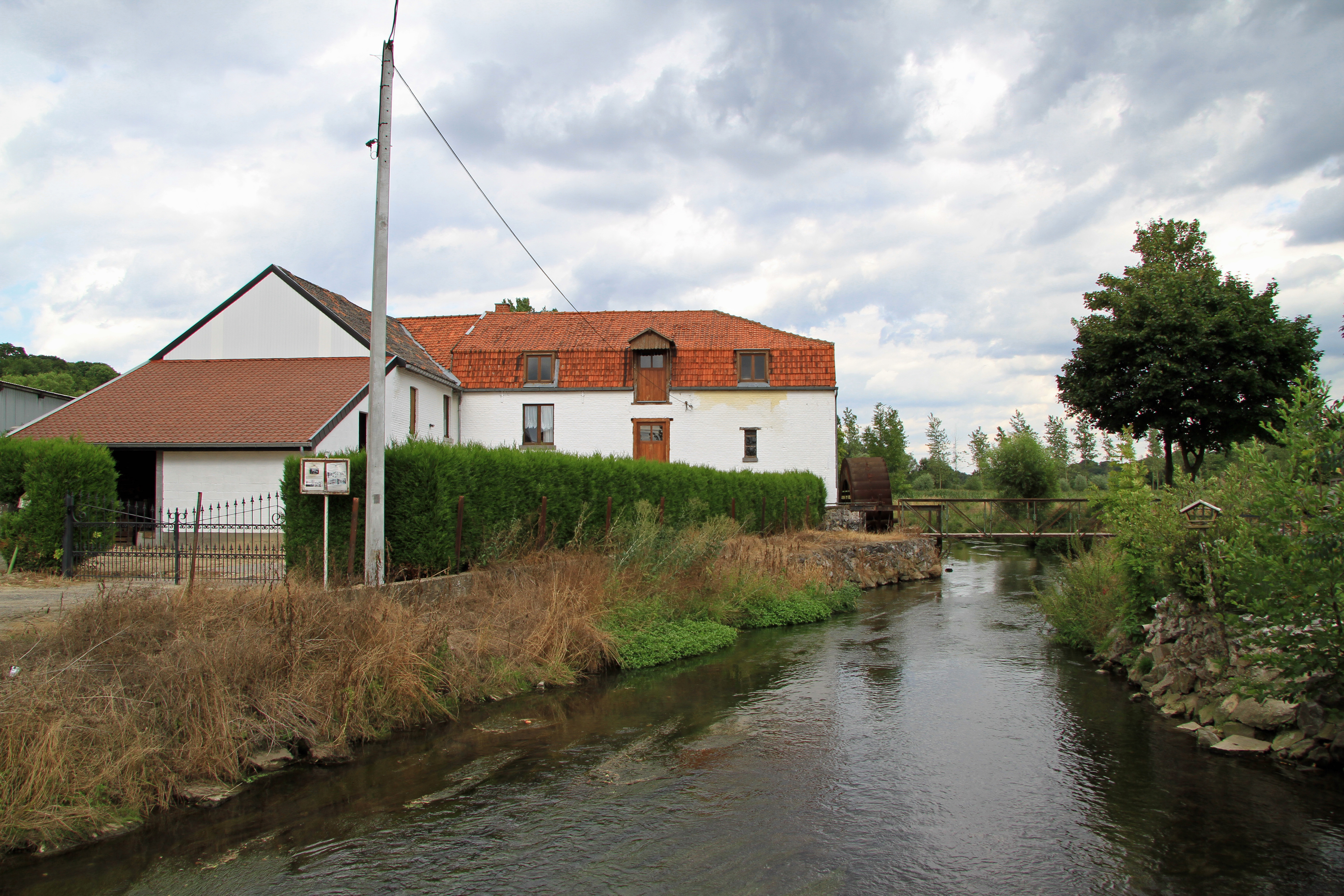
Le Geer à Bassenge.
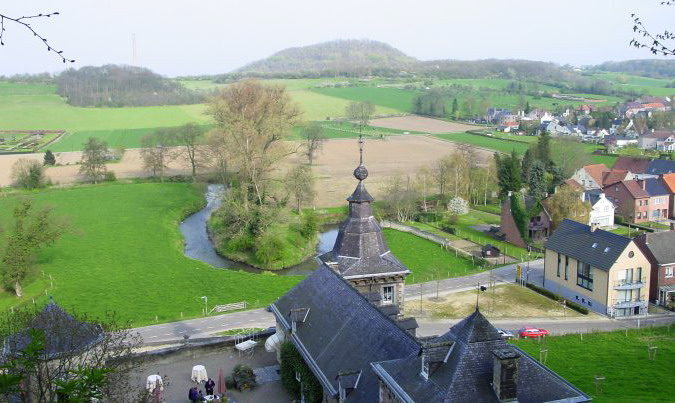
Le Geer à Kanne.
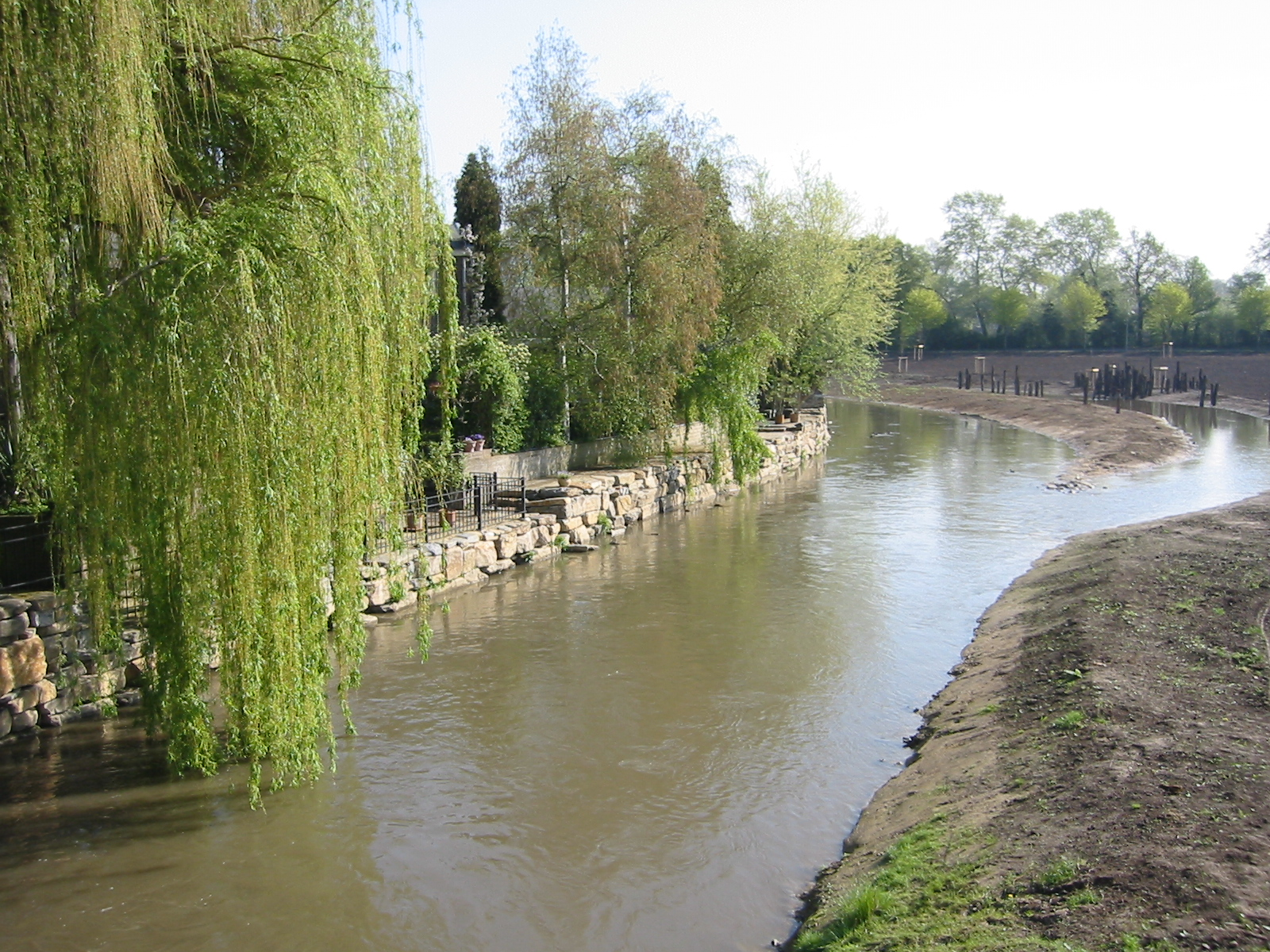
Le Geer près de Maastricht.
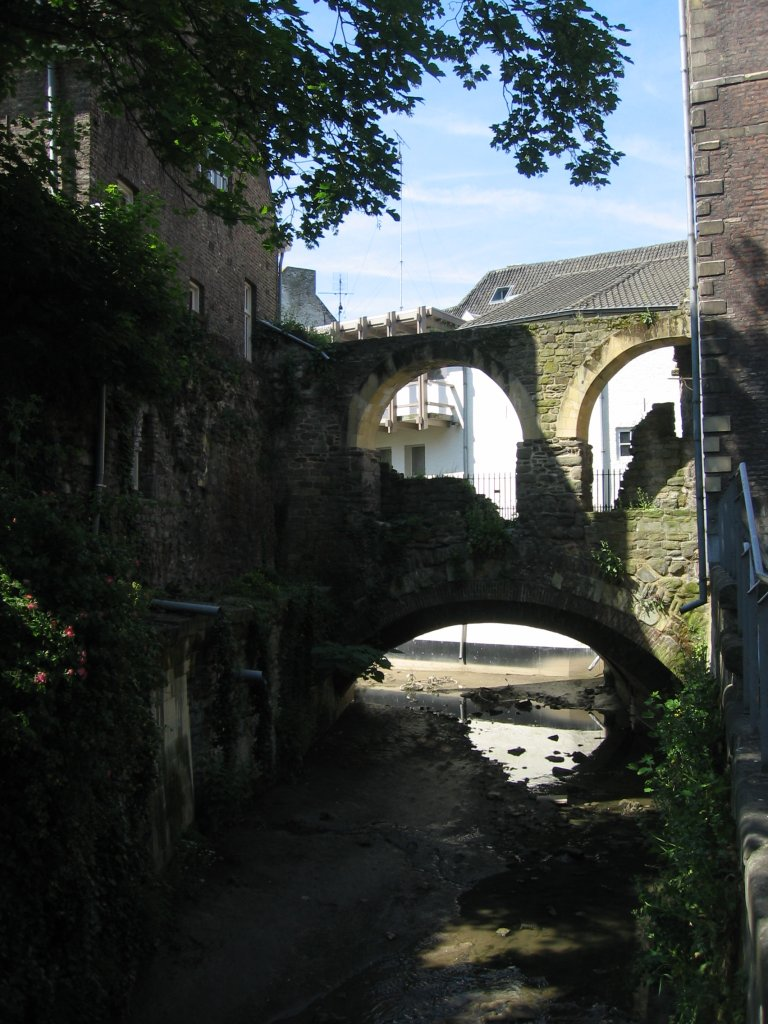
Le Geer dans Maastricht.